# Gyroporus longicystidiatus
Gyroporus longicystidiatus är en svampart som beskrevs av Nagas. & Hongo 2001. Gyroporus longicystidiatus ingår i släktet Gyroporus och familjen Gyroporaceae.   Inga underarter finns listade i Catalogue of Life.